# إليهو كولمان
إليهو كولمان هو محامي وسياسي أمريكي، ولد في 11 مايو 1841، وتوفي في 25 يناير 1899. انتخب عضو جمعية ولاية ويسكونسن ‏.